# Mariosousa salazarii
Acacia salazarii é uma espécie de leguminosa do gênero Mariosousa, pertencente à família Fabaceae.